# Vapparn
Vapparn (finska: Vappari) är en fjärd i inre skärgården i Åboland i Egentliga Finland, mellan Pargas, Åbo och S:t Karins.